# سی‌اس‌اس بالتیک
سی‌اس‌اس بالتیک (به انگلیسی: CSS Baltic) یک کشتی بود که طول آن ۱۸۶ فوت (۵۷ متر) بود. این کشتی در سال ۱۸۶۰ ساخته شد.